# Taking Off
Pour les articles homonymes, voir Taking Off (homonymie).
Pour plus de détails, voir Fiche technique et Distribution.
Taking Off est un film américain réalisé par Miloš Forman, sorti en 1971.

## Synopsis
L'inquiétude et l'incompréhension d'un père et d'une mère face à la découverte de leur fille adolescente du mouvement hippie et de ses dérives.

## Fiche technique
- Titre : Taking Off
- Réalisation : Miloš Forman
- Scénario : Miloš Forman, Jean-Claude Carrière, John Guare & John Klein
- Photographie : Miroslav Ondříček
- Montage : John Carter
- Costumes : Peggy Farrell
- Production : Alfred W. Crown
- Société de production : Crown-Hausman Forman Production
- Société de distribution : Universal Pictures
- Pays de production:  États-Unis
- Langue : Anglais
- Format : Couleurs - Mono - 35 mm - 1.85:1
- Genre : Comédie dramatique
- Durée : 93 min
- Date de sortie : 
  - États-Unis : le 28 mars 1971

## Distribution
- Buck Henry (VF : Philippe Dumat) : Larry Tyne
- Lynn Carlin (VF : Paule Emanuele) : Lynn Tyne
- Linnea Heacock : Jeannie Tyne
- Georgia Engel : Margot
- Tony Harvey : Tony
- Audra Lindley : Ann Lockston
- Paul Benedict : Ben Lockston
- Vincent Schiavelli (VF : Francis Lax) : Vincent Schiavelli
- Allen Garfield : Norman
- Barry Del Rae (VF : Marc de Georgi) : Schuyler
- Herman Meckler : le président du SPFC
- David Gittler : Jamie
- Ike Turner : Lui-même
- Tina Turner : Elle-même
- Kathy Bates : une chanteuse à l'audition (créditée Bobo Bates)
- Ultra Violet : une membre du SPFC
- Jessica Harper : une candidate à l'audition (désignée sous son vrai nom)
- Carly Simon : une chanteuse à l'audition

## Autour du film
- C'est Helen Scott, grande prêtresse du cinéma français aux États-Unis, qui fait part à Miloš Forman d'une nouvelle politique de production du studio Universal. Après le succès d'Easy Rider, qui avait rapporté gros aux studios, Universal voulait se lancer dans des films « plus difficiles, à risques, mais à moins d'un million de dollars ». Hélas pour Miloš Forman, le budget estimé de Taking Off dépassait le cahier des charges. C'est finalement un jeune « fou de cinéma », Michael (Mike) Hausman, issu d'une riche famille new-yorkaise (qui l'avait mis à la porte) qui réunit la somme nécessaire. Avec une réduction des coûts à son maximum, le film coûta finalement 810 000 dollars.
- La photographe et amie de Miloš, Marie-Ellen Mark, s'est, sans le savoir, improvisée directrice de casting en photographiant les jeunes hippies et la communauté de la « flower generation » de Central Park. Dans le lot des clichés, Miloš Forman remarqua la jeune Linnea Heacock, dont les bouts d'essais confirmèrent le talent recherché.
- À l'été 1970, le tournage pouvait commencer. Un tournage « en famille », comme le raconte Miloš Forman, lui-même : « Aucune vedette, aucune barrière, ni coiffeur, ni maquilleur, ni loge, ni caravane ».
- Le film fit une belle carrière en Europe (Grand Prix Spécial du Jury au Festival de Cannes 1971[1]), mais obtint tout juste un succès d'estime aux États-Unis. Après des années d'oubli, où l'on a même cru que le négatif du film était perdu, Taking Off ressort en France, le 14 juillet 2010.
- Kathy Bates, dont c'est la première apparition au cinéma, relate ses débuts notamment dans Interview magazine en 2007 : « j'habitais à New York en 1970 avec ma colocataire Gail. Elle préparait le dîner pour Milos Forman et John Guare qui écrivaient le scénario du premier film américain de Milos, Taking Off. Ils ont demandé à Gail si elle connaissait des jeunes femmes qui écrivaient leurs propres chansons et jouaient de la guitare. Gail a répondu : "Oh, Bobo le fait", c'était mon surnom à l'époque. Je suis donc allée à Greenwich Village et j'ai joué ma chanson And Even the Horses Had Wings» (Et même les chevaux avaient des ailes). Milos m'a mis dans le film. J'ai été payée 5 dollars pour la journée »[2].

## Distinctions

### Nominations
- BAFTA Awards :
  - Meilleur film
  - Meilleur réalisateur pour Miloš Forman
  - Meilleure actrice pour Lynn Carlin
  - Meilleure actrice dans un rôle secondaire pour Georgia Engel
  - Meilleur scénario pour Miloš Forman, John Guare, Jean-Claude Carrière et John Klein
  - Meilleur montage pour John Carter

- Festival de Cannes :
  - Meilleur réalisateur pour Miloš Forman

- Golden Spike :
  - Meilleur film

- WGA Awards :
  - Meilleur scénario original pour Miloš Forman, John Guare, Jean-Claude Carrière et John Klein

### Récompenses
- Festival de Cannes :
  - Grand prix du Festival de Cannes

- Bodil Awards :
  - Meilleur film non-européen

## Article annexe
- Psychotrope au cinéma et à la télévision